# Frederick Augustus Abel
Frederick Augustus Abel (Londres, 17 de juliol de 1826 – 6 de setembre de 1902) va ser un químic anglès, expert en la matèria dels explosius.
Va ser professor de química de la Reial Acadèmia Militar des de 1851 fins a 1855 i perit governamental del Departament de Guerra del Regne Unit entre 1854 i 1888.
Entre els seus assoliments es troben la millora en la fabricació del nitrat de cel·lulosa; la invenció al costat de James Dewar de la cordita; un estudi, en col·laboració d'Andrew Noble, sobre el comportament de la pólvora quan és cremada i l'invent d'un instrument usat en la prova d'Abel (nomenada així per ell mateix), per determinar el punt d'inflamabilitat del petroli.

## Algunes publicacions

### Llibres
- Handbook of Chemistry (amb C. L. Bloxam)
- Modern History of Gunpowder (1866)
- Gun-cotton (1866)
- On Explosive Agents (1872)
- Researches in Explosives (1875)
- Electricity applied to Explosive Purposes (1898)

També va escriure diversos articles importants en la novena edició de la Encyclopædia Britannica.

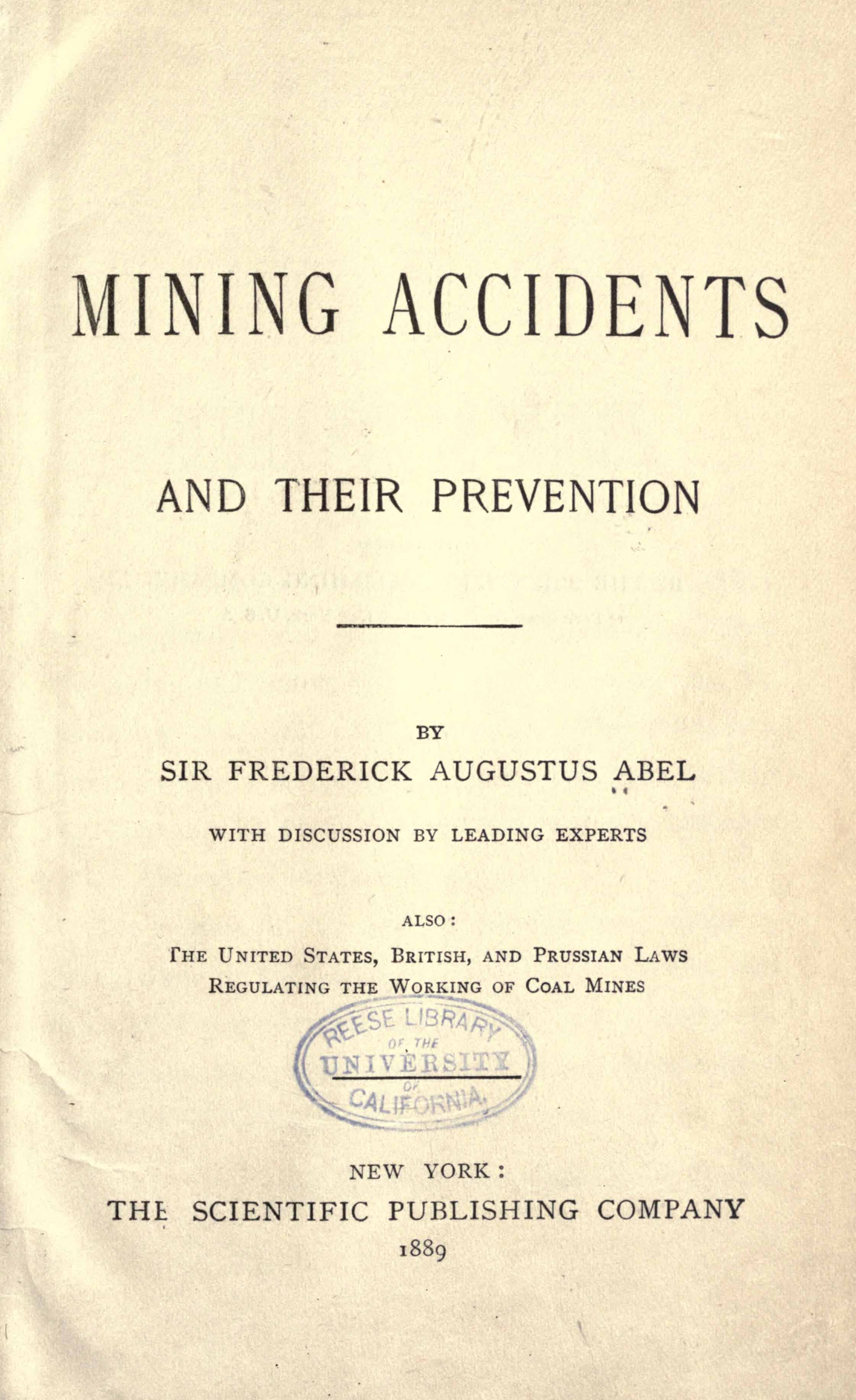
Mining accidents and their prevention, 1889